# Portlandia
Portlandia là một chi thực vật có hoa trong họ Thiến thảo (Rubiaceae).

## Loài
Chi Portlandia gồm các loài: